# Gail (Texas)
Gail ist eine Stadt und der Verwaltungssitz in Borden County im Bundesstaat Texas der USA. Das U.S. Census Bureau hat bei der Volkszählung 2020 eine Einwohnerzahl von 249 ermittelt.

## Geografie

### Lage
Die 5,2 km² große Kreisstadt des Borden County liegt in der Nähe des Zentrums von Borden County, an der Kreuzung des US Highway 180 (Snyder – Lamesa) und der Farm to Market Road 669.

### Klima
| Monat                                         | Jan      | Feb      | Mär      | Apr      | Mai      | Jun      | Jul      | Aug      | Sep      | Okt      | Nov      | Dez      | Jahr     |
| --------------------------------------------- | -------- | -------- | -------- | -------- | -------- | -------- | -------- | -------- | -------- | -------- | -------- | -------- | -------- |
| Durchschnittliche Höchsttemperatur °C (°F)    | 14 (58)  | 17 (62)  | 21 (70)  | 26 (79)  | 30 (86)  | 33 (92)  | 34 (94)  | 34 (93)  | 30 (86)  | 26 (78)  | 19 (67)  | 15 (59)  | 25 (77)  |
| Durchschnittliche Niedrigsttemperatur °C (°F) | 0 (32)   | 1 (34)   | 5 (41)   | 10 (50)  | 15 (59)  | 19 (66)  | 21 (69)  | 20 (68)  | 17 (62)  | 11 (52)  | 5 (41)   | 1 (33)   | 11 (51)  |
| Durchschnittlicher Niederschlag mm (Zoll)     | 15 (0,6) | 18 (0,7) | 23 (0,9) | 33 (1.3) | 71 (2.8) | 61 (2.4) | 53 (2.1) | 56 (2.2) | 66 (2.6) | 48 (1.9) | 20 (0,8) | 18 (0,7) | 480 (19) |
| Quelle: Weatherbase                           |          |          |          |          |          |          |          |          |          |          |          |          |          |

## Geschichte
Gail wurde 1891 gegründet und diente als Kreisstadt.
Borden County war bis 1903 recht dünn besiedelt. Bis 1910 lebten in Gail mehr als 700 Einwohner, und obwohl die Zahl bis 1912 auf 600 sank, blieb die Gemeinde das wirtschaftliche und administrative Zentrum des Borden County. Veränderungen in landwirtschaftlichen Praktiken und Mustern, verbunden mit den Auswirkungen der Weltwirtschaftskrise, behinderten den Wohlstand der Stadt und des Landkreises. Die Volkszählung von 2010 zählte 231 Einwohner in Gail.
Das Borden County Jail wurde 1896 eröffnet. Es wurde für 4.500 US-Dollar im Ort gebaut. Im Jahr 1956 protestierten zwei Gefangene gegen den Versuch von Sheriff Sid Reeder, sie in eine der Gefängniszellen zu bringen, als sie eine Klapperschlange bemerkten, die darin schlief. Ein historischer Marker wurde außerhalb des Gefängnisses 1967 platziert.

### Name
Die Stadt wurde nach Gail Borden benannt. Im Ort wurde der Vorname genommen, während das County den Nachnamen genutzt hat.

## Wirtschaft und Infrastruktur

### Bildung
In Gail gibt es die Borden County High School.

## Galerie

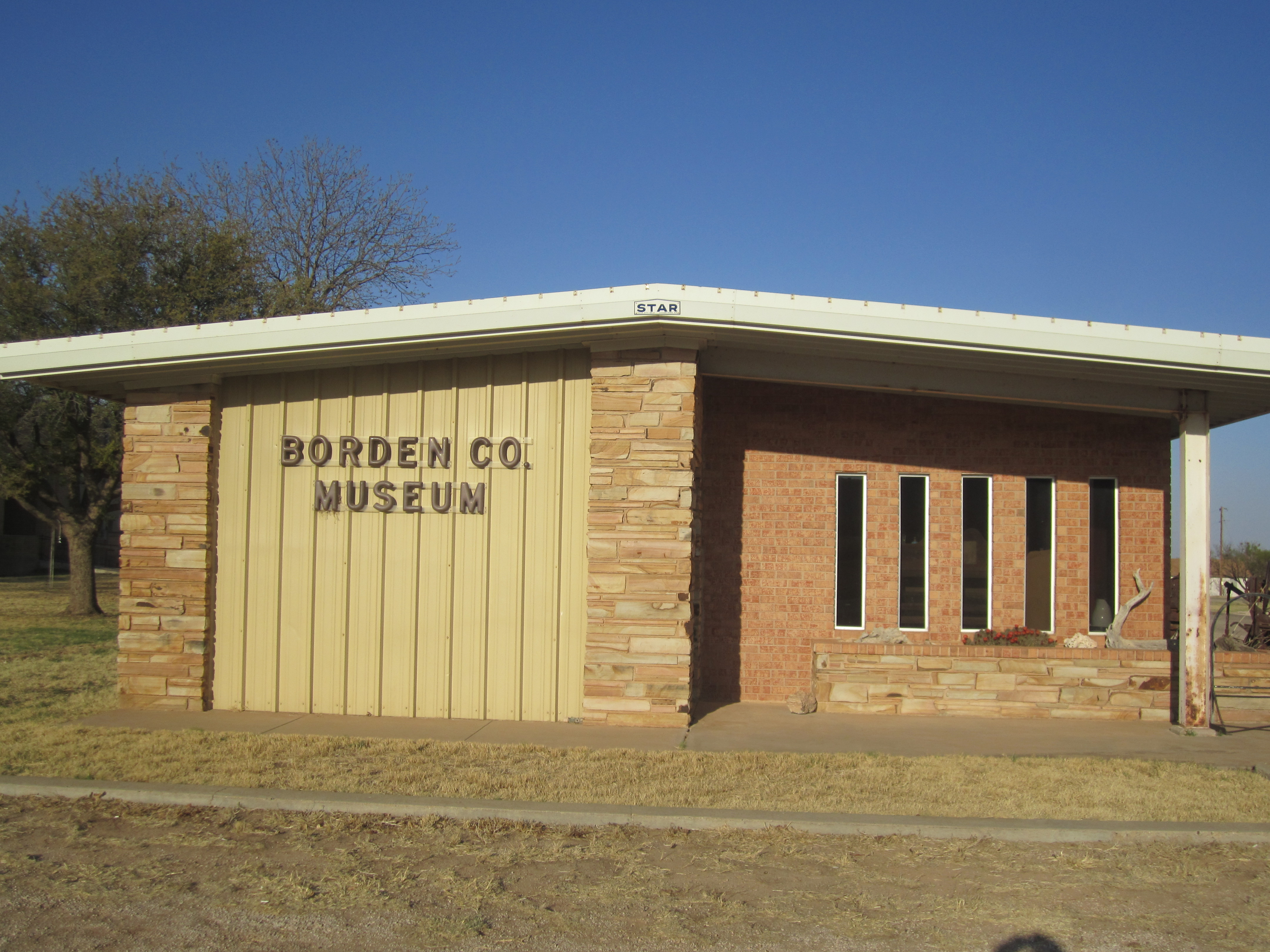
Museum in Gail
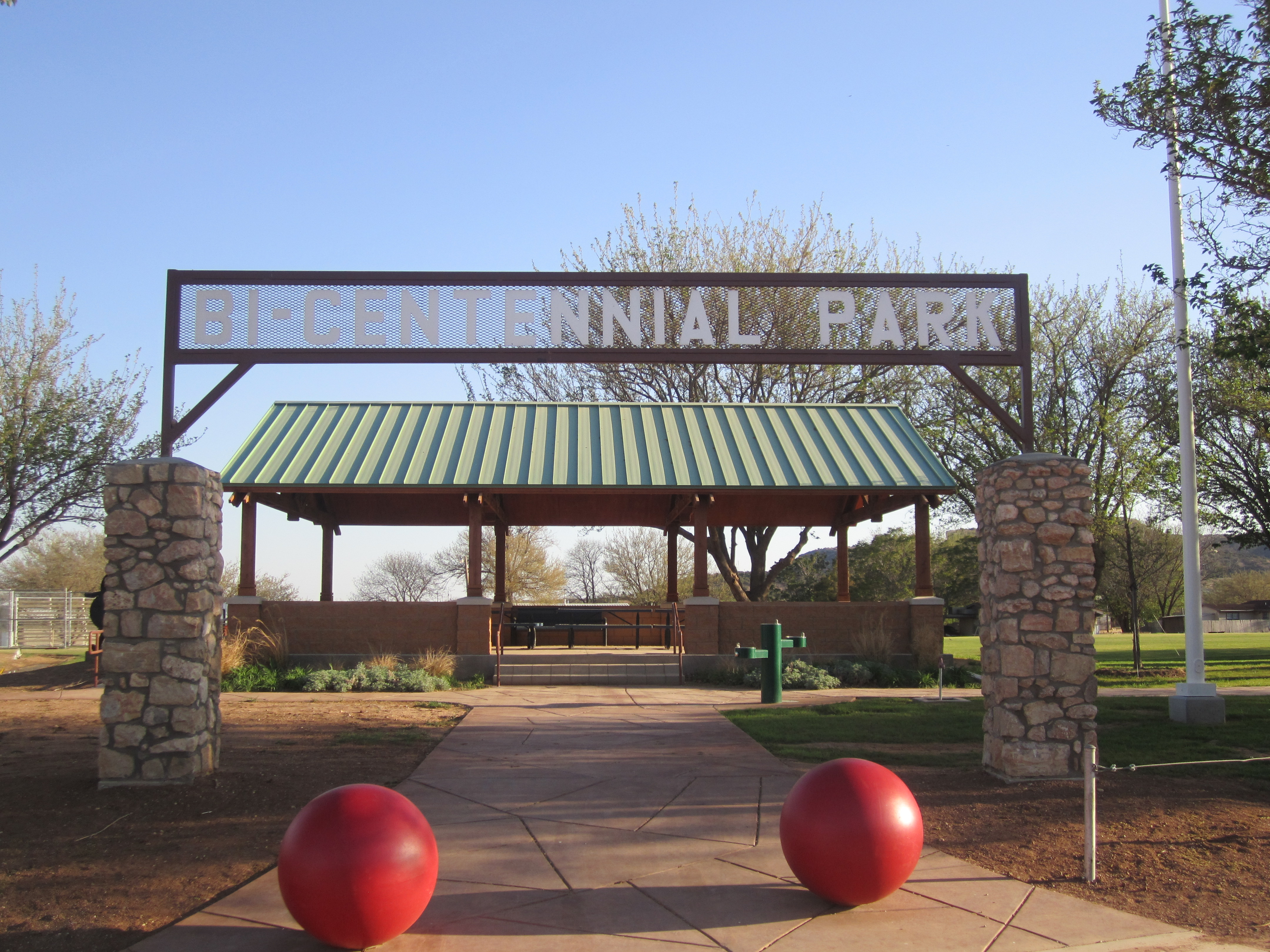
Park in Gail
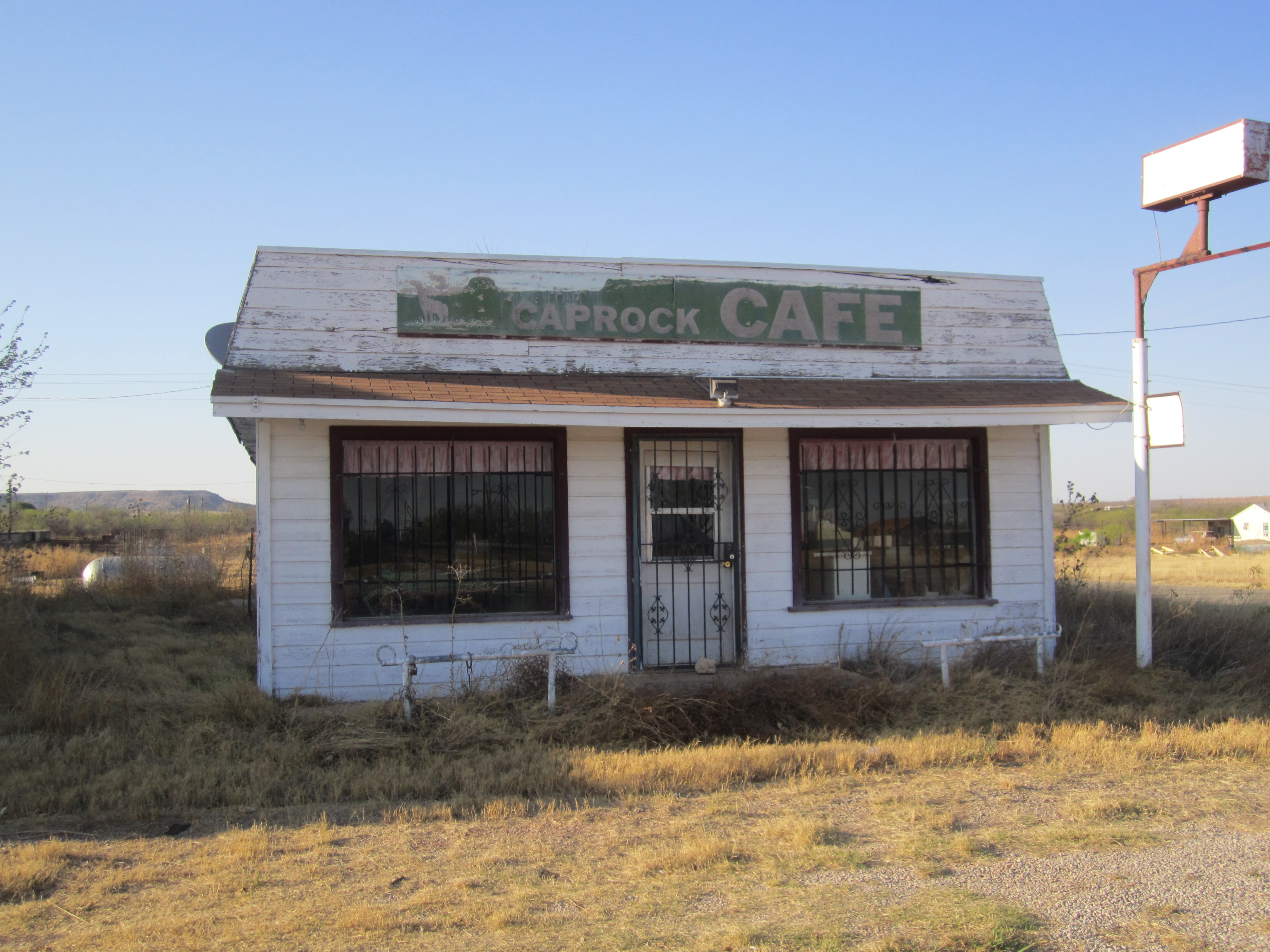
Verlassenes Cafe in Gail
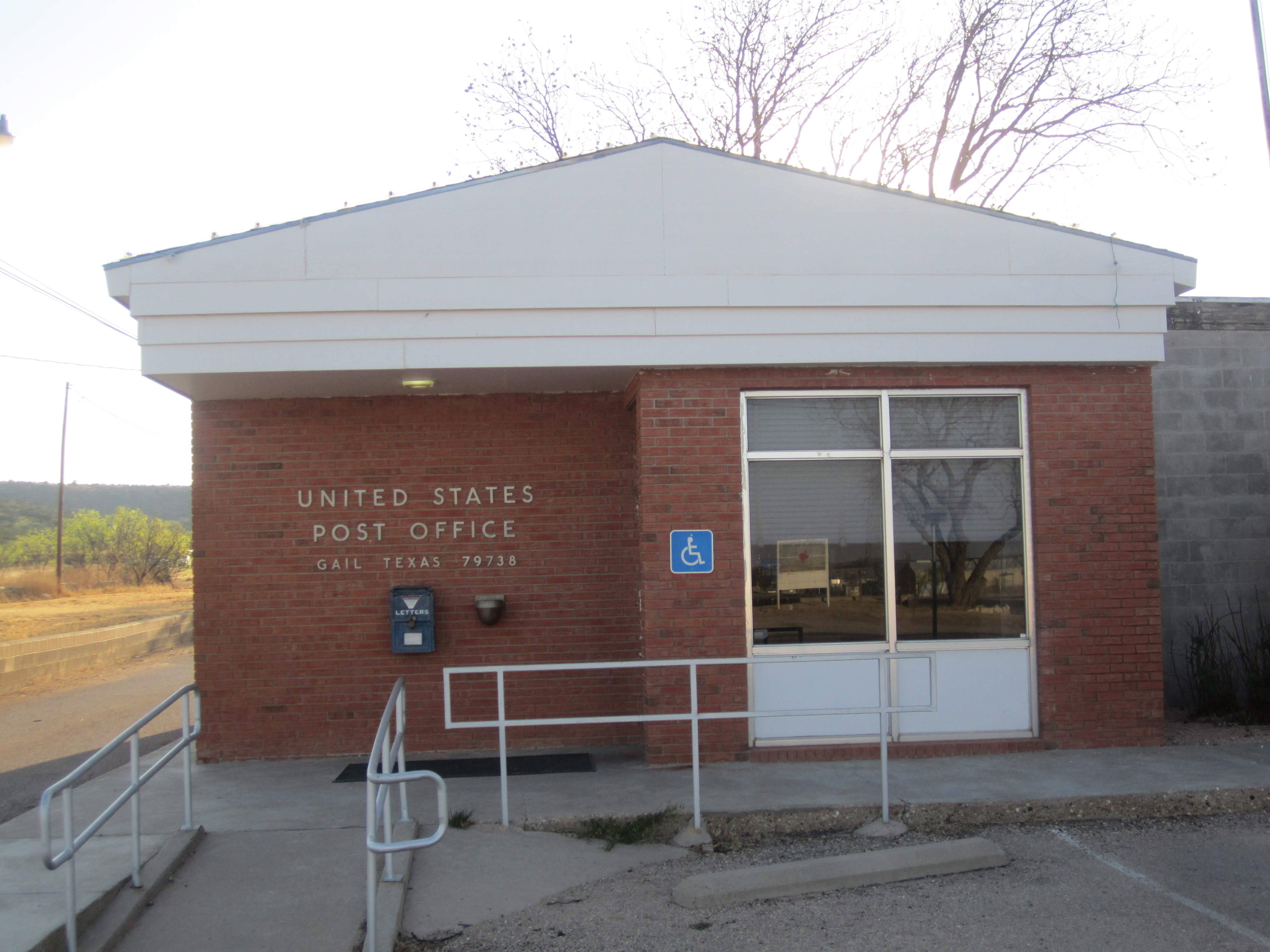
Postbüro in Gail